# Gaffertape

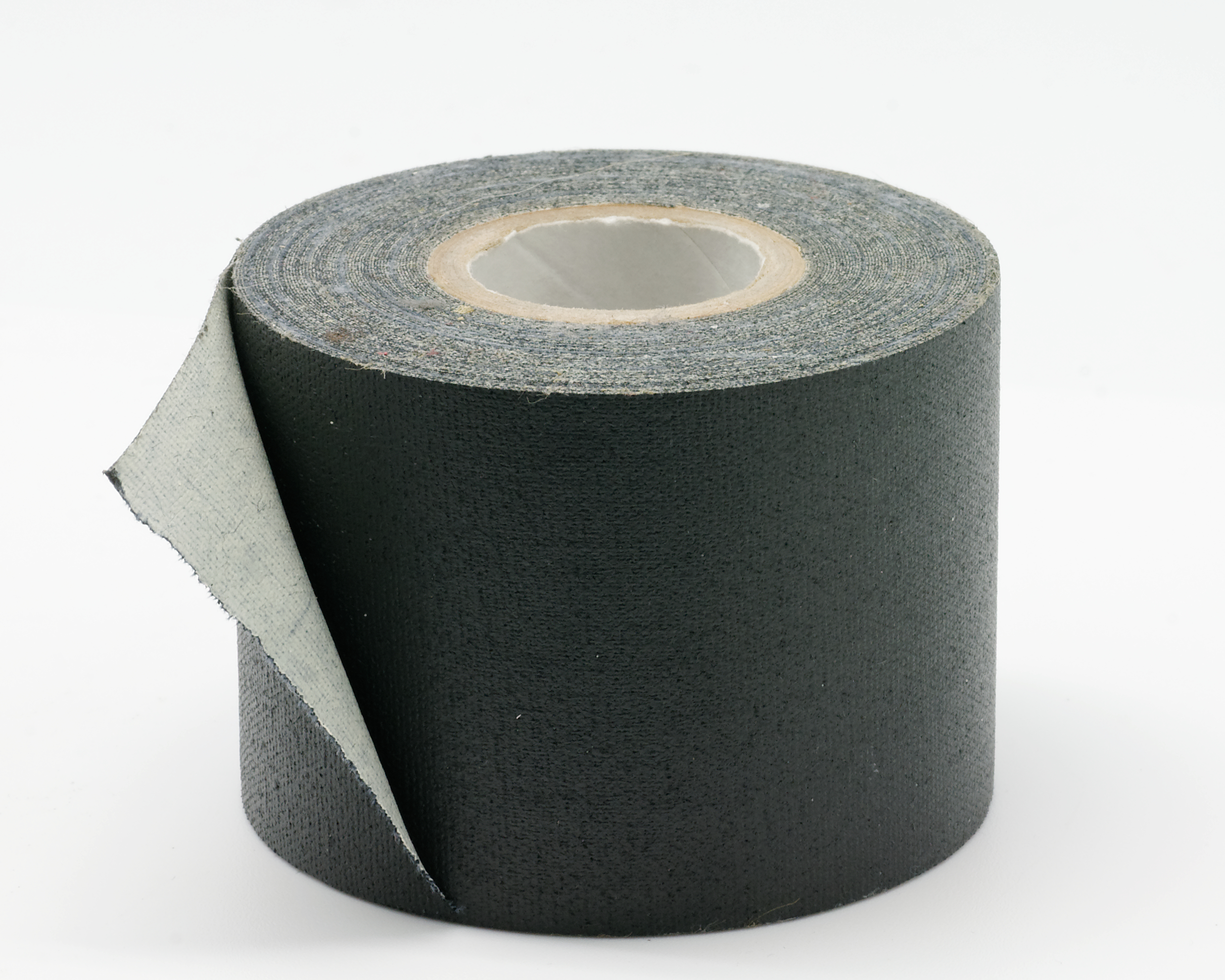
Gaffertape

Gaffertape is een sterk soort waterbestendig, breed plakband gemaakt van een vernette ('geweven') stof voorzien van een kunststoflaag, dat zich gemakkelijk laat scheuren en ontworpen is om (in tegenstelling tot ducttape) bij verwijdering geen verf los te trekken of lijmsporen na te laten.
Gaffertape wordt onder meer gebruikt bij theater-, televisie- en filmproducties en bij muziekoptredens waarbij veel met kabels wordt gewerkt. Het wordt in die situaties gebruikt om op de vloer liggende kabels te positioneren en struikelen erover te voorkomen en/of aan het zicht – meestal met zwarte tape – te onttrekken.
De term verwijst naar de gaffer, de persoon die verantwoordelijk is voor belichting en elektriciteit in het theater, op het podium of studio.